# Hiroshi Katayama
Pour les articles homonymes, voir Katayama.
Hiroshi Katayama (片山 洋, Katayama Hiroshi, né le 28 mai 1940 à Tokyo) est un footballeur japonais des années 1960.

## Biographie
En tant que défenseur, Hiroshi Katayama est international japonais à trente-huit reprises (1961-1971) pour aucun but inscrit. Il fait les JO de 1964, où il joue tous les matchs, et le Japon est éliminé en quarts-de-finale. De même pour les JO de 1968, où il fait tous les matchs et remporte la médaille de bronze.
Il joue toute sa carrière dans le club de Mitsubishi Heavy Industries, remportant un championnat du Japon et une coupe de l'Empereur.
Son père, Yutaka Katayama, est le premier président de Nissan Motors USA.

## Carrière
- 1958–1972 :  Mitsubishi Heavy Industries

## Palmarès
- Jeux olympiques
  - Médaille de bronze en 1968
- Championnat du Japon
  - Champion en 1969
  - Vice-champion en 1970 et en 1971
- Coupe de l'Empereur
  - Vainqueur en 1971
  - Finaliste en 1967 et en 1968